# Jednání v Karađorđevu
Jednání v Karađorđevu (srbochorvatsky Састанак у Карађорђеву/Sastanak u Karađorđevu) bylo tajné politické setkání mezi Slobodanem Miloševićem a Franjo Tuđmanem (představitelé SR Srbska a SR Chorvatska). Uskutečnilo se dne 25. března 1991 v atmosféře zhoršující se bezpečnostní situaci v zemi, především v oblasti bývalé Vojenské hranice. Konalo se v obci Karađorđevo, v bývalé lovecké rezidenci Josipa Broze Tita.
Dle oficiálních zpráv se na jednání probírala bezpečnostní situace v Jugoslávii a také přípravy obou představitelů republik na nadcházející setkání všech zástupců šesti republik SFRJ, které se mělo uskutečnit ve Splitu. Skutečnost, že setkání nebylo předem nikterak oznámeno a ani z něj neexistoval žádný záznam, vyvolalo v tehdejším tisku vlnu spekulací, především o možném odchodu tehdejšího premiéra Ante Markoviće, který byl v Srbsku značně nepopulární. Hlavním závěrem jednání nicméně bylo rozdělení Bosny a Hercegoviny  mezi srbskou a chorvatskou sféru vlivu poté, co se společný stát rozpadne.[zdroj?]